# Формула 1 — сезона 2008
У 2008. години се возила 59. сезона такмичења најбољих возача Формуле 1.
Сезона је трајала од 16. марта 2008. године и Велике награде Аустралије, до 2. новембра и Велике награде Бразила.
Титулу најбољег возача је освојио  Луис Хамилтон, који је том титулом постао најмлађи шампион формуле 1.
Титулу најбољег конструктора одбранио је тим  Ферарија.
У категорији возача шампионску титулу је бранио  Кими Раиконен.
Претходна сезона је била Формула 1 (сезона 2007), а следећа сезона је Формула 1 (сезона 2009) која почиње 29. марта 2009. године.

## Тимови
На основу текућих правила у овој сезони ће учествовати 11 конструктора возила Формуле 1.
Поједини конструктори организовани у оквиру Асоцијације конструктора Формуле 1 (енгл. Grand Prix Manufacturers’ Association - GPMA) су незадовољни односима у оквиру такмичења Формуле 1 запретили да ће бојкотовати сезону 2008.
Ипак на основу споразума о разумевању са Берни Еклстоном они ће наступати у овој сезони.
Ти конструктори су:
- Макларен Мерцедес
- БМВ Заубер
- Хонда
- Рено

Поред њих управа Формуле 1 је одобрила учешће и следећих тимова:
- Ферари
- Вилијамс
- Ред Бул
- Торо Росо
- Форс Индија, бивши Спајкер
- Супер Агури
- Тојота Ф1

Иако је било најављено и одобрено, тим Продрајв неће наступити у сезони 2008.

## Возачи
Тренутни распоред возача по клубовима је следећи:
| - Скудера Ферари Малборо - 1. Кими Раиконен - 2. Фелипе Маса - БМВ Заубер - 3. Ник Хајдфелд - 4. Роберт Кубица - Рено - 5. Фернандо Алонсо - 6. Нелсињо Пике - Вилијамс - 7. Нико Розберг - 8. Казуки Накађима |  | - Ред Бул - 9. Дејвид Култард - 10. Марк Вебер - Тојота - 11. Јарно Трули - 12. Тимо Глок - Торо Росо - 14. Себастијан Бурде - 15. Себастијан Фетел - Хонда - 16. Џенсон Батон - 17. Рубенс Барикело |  | - Супер Агури - 18. Такума Сато - 19. Ентони Дејвидсон - Форс Индија (бивши Спајкер) - 20. Адријан Зутил - 21. Ђанкарло Физикела - Водафон Макларен Мерцедес - 22. Луис Хамилтон - 23. Хеики Ковалаинен |

### Дебитанти
Дебитанти ове сезоне су:
- Нелсињо Пике
- Тимо Глок
- Себастијан Бурде

### Не возе више
"Велики циркус“ су у периоду између две сезоне напустили:
- Ралф Шумахер
- Витантонио Лујици
- Сакон Јамамото

Такође, током претходне сезоне су престали да возе:
- Кристијан Алберс
- Маркус Винкелхок
- Скот Спид
- Александер Вурц

## Распоред трка
Савет ФИА је 24. октобра 2007. године одобрио распоред трка за сезону 2008.
У овој сезони ће се возити 18 трка за Велику награду, дакле једна више него у претходној сезони.
Распоред трка:
| Р. бр. | Велика награда | Стаза                     | Град/Локација         | Датум         | Време   | Време |
| Р. бр. | Велика награда | Стаза                     | Град/Локација         | Датум         | локално | CET   |
| ------ | -------------- | ------------------------- | --------------------- | ------------- | ------- | ----- |
| 1      | ВН Аустралије  | Алберт парк               | Мелбурн               | 16. март      | 15:30   | 05:30 |
| 2      | ВН Малезије    | Сепанг интернашонал       | Куала Лумпур          | 23. март      | 15:00   | 08:00 |
| 3      | ВН Бахреина    | Бахреин интернашонал      | Манама                | 6. април      | 14:30   | 13:30 |
| 4      | ВН Шпаније     | Каталуња                  | Барселона             | 27. април     | 14:00   | 14:00 |
| 5      | ВН Турске      | Истанбул парк             | Истанбул              | 11. мај       | 15:00   | 14:00 |
| 6      | ВН Монака      | Монако                    | Монте Карло           | 25. мај       | 14:00   | 14:00 |
| 7      | ВН Канаде      | Жил Вилнев                | Монтреал              | 8. јун        | 13:00   | 19:00 |
| 8      | ВН Француске   | Невер                     | Мањи-Кур              | 22. јун       | 14:00   | 14:00 |
| 9      | ВН Британије   | Силверстон                | Силверстон            | 6. јул        | 13:00   | 14:00 |
| 10     | ВН Немачке     | Хокенхајм                 | Хокенхајм             | 20. јул       | 14:00   | 14:00 |
| 11     | ВН Мађарске    | Хунгароринг               | Будимпешта            | 3. август     | 14:00   | 14:00 |
| 12     | ВН Европе      | улична трка               | Валенсија             | 24. август    | 14:00   | 14:00 |
| 13     | ВН Белгије     | Спа Франкошан             | Спа                   | 7. септембар  | 14:00   | 14:00 |
| 14     | ВН Италије     | Национални аутодром       | Монца                 | 14. септембар | 14:00   | 14:00 |
| 15     | ВН Сингапура   | улична трка               | Сингапур              | 28. септембар | 20:00   | 14:00 |
| 16     | ВН Јапана      | Фуџи Спидвеј              | Ојама                 | 12. октобар   | 13:30   | 04:30 |
| 17     | ВН Кине        | Шангај интернашонал       | Шангај                | 19. октобар   | 14:00   | 07:00 |
| 18     | ВН Бразила     | Аутодром Жозе Карлос Паче | Интерлагос, Сао Пауло | 2. новембар   | 14:00   | 19:00 |

## Измене правила
ECU
- Стандардну електронску контролну јединицу (ECU) испоручује Макларен (McLaren Electronic Systems) (означен као Мајкрософт).[1]
- Регулација проклизавања и контрола старта су забрањени заједно са неколико других електронских помагала, укључујући и кочење мотора.[2]

Мотор и мењач
- Мотори су лимитирани на 19.000 обртаја у минути у складу са спортским правилом 5.1.2.[3]
- Прва непланирана промена мотора у сезони за сваки болид неће више подразумевати казну од десет места унатраг на старту трке.[4]
- Мотор мора издржати две узастопне трке; ако је мотор промењен пре почетка квалификација, додељује се казна од десет места на старту трке. А ако је мотор промењен после квалификација, возач мора кренути са задњег места за старт на стази.[5]
- Гориво за болиде мора бити направљено са најмање 5,75% биолошких материјала[6] — важи за болиде који су у седишту европских држава са законом о саставу горива.
- Мењач мора издржати четири узастопне трке; казна за промену мењача је пет места ниже на старту трке. Ако возач не заврши трку, има право на промену мењача за наредну трку без казне.[5]

Болиди
- Употреба резервних болида је ограничена. Сваком такмичарском тиму неће бити дозвољено поседовање више од два болида за употребу у било које време. У том контексту, болидом се сматра делимично састављен оклоп у чијем се саставу налазе мотор, било која предња суспензија, шасија, радијатори, резервоар за гориво или топлотни измењивач.[5]
- Тежина болида не сме да буде мања од 605 кг у било које време током Велике награде.[5]

Гуме
- Ни једном возачу није дозвољено коришћење више од два сета сваке врсте сувих гума током тренинга петком.[5]
- Ни једном возачу није дозвољено више од 14 сетова гума за суво, четири сета гума за кишу и три сета екстремно-кишних гума током Велике награде.[5]
- Бриџстоун ће бити званични достављач гума од 2008—2010. сезоне.[7]
- Иако није промена правила, Бриџистоун је најавио да ће стављати бело офарбану линију на средину екстремно–кишних гума, као што су до сада стављали на мекшу компоненту од две врсте сувих гума.[8]

Квалификације
- Први део квалификација је продужен на 20 минута, а задњи скраћен на 10 минута. Тимовима који учествују у трећем делу није више дозвољено да досипају гориво у болид након квалификација, да би се избегла фаза (беспотребне) потрошње горива.[9]

Тестирање
- Ни једном тиму није дозвољено да пређе више од 30.000 km тестирања током календарске 2008. године.[5]